# Montebello Hockey e Pattinaggio
Il Montebello Hockey e Pattinaggio è una società italiana di hockey su pista con sede a Montebello Vicentino. I suoi colori sociali sono il bianco e il rosso. Milita attualmente in Serie A2, la seconda serie italiana di hockey su pista.

## Cronistoria
| Cronistoria del Montebello Hockey e Pattinaggio |
| --- |
| - 1965 · Fondazione del Montebello Hockey e Pattinaggio. - 1965-1982 · ? - 1982-1983 · ? nel girone B di Serie B. 2ª nel gruppo 3 della Poule B. - 1983-1984 · ? nel girone ? di Serie B. - 1984-1985 · ? nel girone ? di Serie B. - 1985-1986 · 11ª in Serie A2. ? in Coppa Italia. - 1986-1987 · 10ª in Serie A2. - 1987-1988 · ? in Serie A2. Primo turno di Coppa Italia. - 1988-2000 · ? - 2000-2001 · 1ª nel girone A di Serie B. Promossa in Serie A2. - 2001-2002 · 7ª nel girone A di Serie A2. - 2002-2003 · 9ª in Serie A2. Prima fase di Coppa Italia. - 2003-2004 · 3ª in Serie A2. - 2004-2005 · 14ª in Serie A2. Retrocessa in Serie B, in seguito ripescata. - 2005-2006 · 12ª in Serie A2. Retrocessa in Serie B. Vince la Coppa Italia di Serie A2 (1º titolo). - 2006-2007 · 2ª nel girone B di Serie B, 2ª alle final six. Promossa in Serie A2. - 2007-2008 · 6ª in Serie A2. 4ª nella seconda fase. - 2008-2009 · 5ª in Serie A2. 4ª nella poule promozione. - 2009-2010 · 1ª in Serie A2, semifinali play-off promozione. Rinuncia a disputare la Serie A2 e riparte dalla Serie B. Prima fase di Coppa di Lega. - 2010-2011 · 2ª nel girone C di Serie B, 2ª nel girone B della fase finale. - 2011-2012 · 1ª nel girone C di Serie B, 2ª nel girone A della fase finale. - 2012-2013 · 6ª nel girone D di Serie B. - 2013-2014 · 13ª nel girone A di Serie B. - 2014-2015 · 13ª nel girone C di Serie B. - 2015-2016 · 3ª nel girone B di Serie B, 7ª alle final eight. - 2016-2017 · 1ª nel girone B di Serie B, 2ª alle final eight. Promossa in Serie A2. - 2017-2018 · 3ª in Serie A2, semifinali play-off promozione. Semifinali di Coppa Italia di Serie A2. Prima fase di Federation Cup. - 2018-2019 · 1ª in Serie A2. Promossa in Serie A1. Vince la Coppa Italia di Serie A2 (2º titolo). Quarti di finale di Federation Cup. - 2019-2020 · 14ª in Serie A1. - 2020-2021 · 8ª in Serie A1, quarti di finale play-off scudetto. Quarti di finale di Coppa Italia. - 2021-2022 · 9ª in Serie A1, primo turno play-off scudetto. - 2022-2023 · 13ª in Serie A1, 2ª nel girone play-out. |

## Palmarès
- Campionato italiano di serie B/A2: 1

2018-2019
- Coppa Italia/Lega A2: 2

2005-2006, 2017-2018

## Statistiche

### Partecipazioni ai campionati
| Livello | Categoria | Partecipazioni | Debutto   | Ultima stagione | Totale |
| ------- | --------- | -------------- | --------- | --------------- | ------ |
| 1º      | Serie A1  | 6              | 2019-2020 | 2024-2025       | 6      |
| 2º      | Serie A2  | 11             | 2001-2002 | 2025-2026       | 11     |
| 3º      | Serie B   | 9              | 2000-2001 | 2016-2017       | 9      |

### Partecipazione alle coppe nazionali
| Competizione | Partecipazioni | Debutto   | Ultima stagione |
| ------------ | -------------- | --------- | --------------- |
| Coppa Italia | 3              | 2001-2002 | 2023-2024       |

## Organico

### Giocatori
| N° | Naz.                  | Ruolo | Sportivo             |  |  |  |
| -- | --------------------- | ----- | -------------------- |  |  |  |
| 1  | Argentina (bandiera)  | P     | Juan Carrion Zanetti |  |  |  |
| 5  | Argentina (bandiera)  | D     | Patricio Ipinazar    |  |  |  |
| 6  | Italia (bandiera)     | A     | Andrea Borgo         |  |  |  |
| 7  | Italia (bandiera)     | A     | Luca Lombardi        |  |  |  |
| 8  | Italia (bandiera)     | A     | Alberto Peripolli    |  |  |  |
| 11 | Italia (bandiera)     | A     | Simone Bolla         |  |  |  |
| 17 | Italia (bandiera)     | P     | Michael Nardi        |  |  |  |
| 73 | Italia (bandiera)     | A     | Matteo Loguercio     |  |  |  |
| 77 | Italia (bandiera)     | D     | Alex Zordan          |  |  |  |
| 79 | Portogallo (bandiera) | A     | Thomas Cardoso       |  |  |  |

### Staff tecnico
- Allenatore:  Mauro Zini